# Minot’s Ledge Lighthouse
Minot’s Ledge Lighthouse ist ein Leuchtturm vor der Atlantikküste in der USA bei Boston. Er steht bei Cohasset, Massachusetts auf einem Unterwasserriff, das zum Gemeindegebiet von Scituate gehört. Der 1860 in Betrieb genommene Turm ersetzte ein vom Sturm zerstörtes Vorgängerbauwerk.

## Geschichte

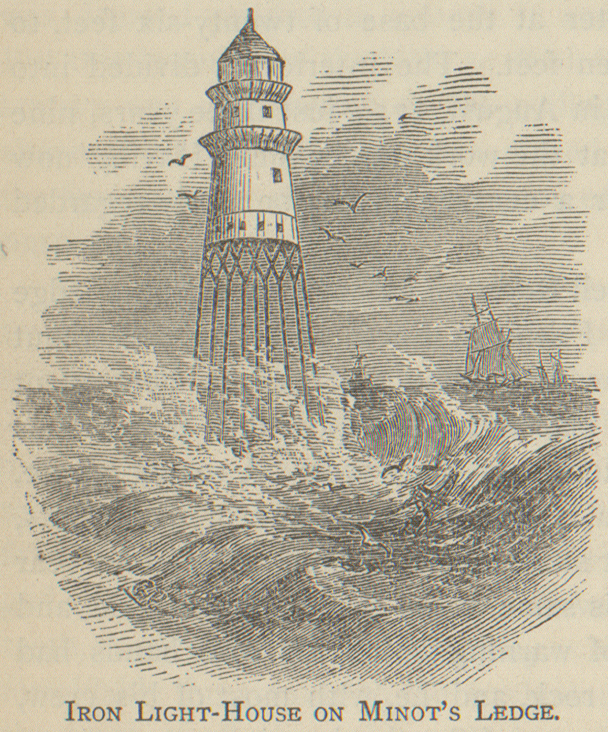
Erster Leuchtturm auf Minot’s Ledge

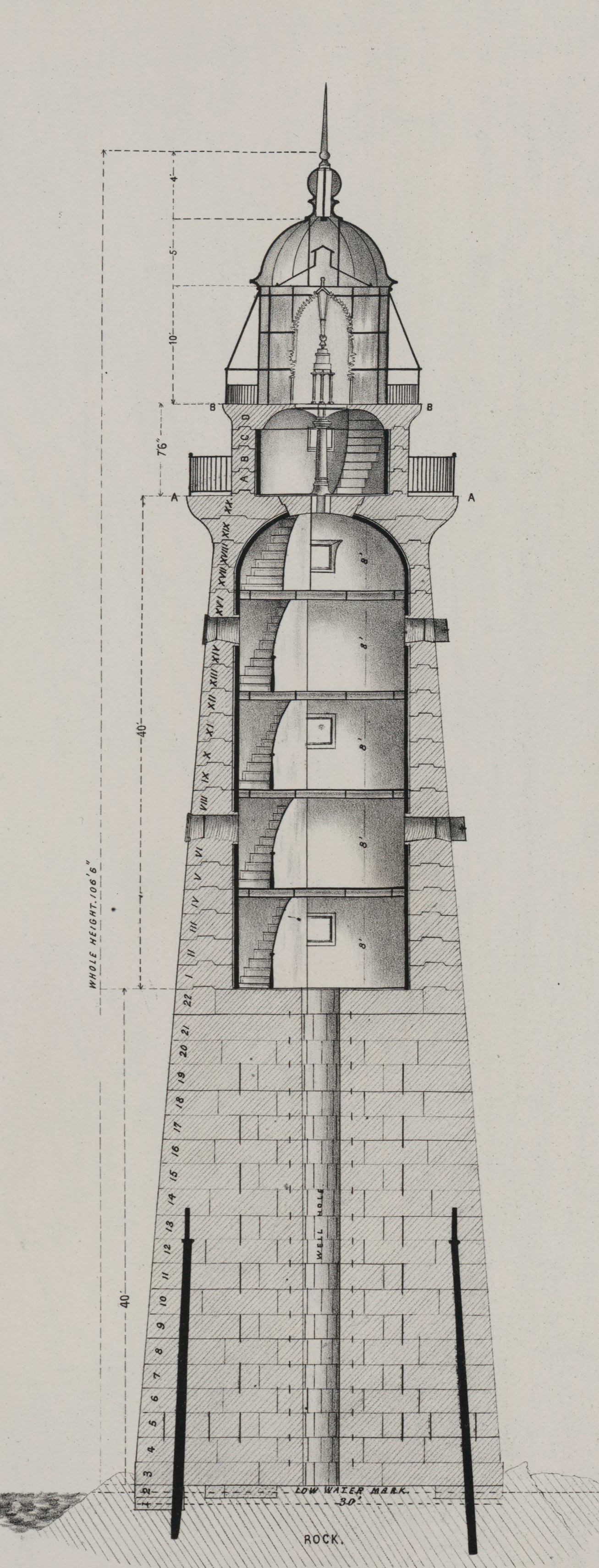
Querschnitt durch den Leuchtturm

Minot’s Ledge ist eine Felsformation im Ozean etwa eine Meile von der Küste entfernt. Zahlreiche schwere Schiffsunglücke veranlassten die US-Regierung, auf dem gefährlichen Unterwasserriff ein Leuchtfeuer zu errichten.
Im Sommer 1847 begann der Bau eines eisernen Leuchtturms, der am 1. Januar 1850 in Betrieb ging. Man glaubte, dass die eiserne Konstruktion bei Wellengang besonders widerstandsfähig sei, weil das Wasser frei durch die Beine der Konstruktion hindurchfließen könne. Der Leuchtturm wurde aber bereits ein gutes Jahr nach Inbetriebnahme von einem schweren Sturm zerstört, wobei die beiden Hilfswärter, die auf dem Turm Wache hatten, ums Leben kamen.
Nachdem provisorisch ein Feuerschiff verankert wurde, begann im Sommer 1855 der Bau eines neuen Leuchtturms, diesmal in Granitstein. Der Verankerung des Mauerwerks sollte ein Eisengerüst dienen, das in die Löcher im Fels gesetzt wurde, wo bereits die Füße des alten Turms standen. Dieses wurde aber während eines Sturms im Januar 1856 vollständig zerstört, als der Wind das Schiff Empire in das Gerüst drückte.
Der Entwurf des heutigen Leuchtturms stammt von Barton S. Alexander, Hauptmann im United States Army Corps of Engineers. Für den Bau wurden drei Jahre benötigt. Die Arbeiten zogen sich in die Länge, weil nur bei absoluter Windstille, vollkommen glatter See und bei den sechs niedrigsten Tiden des Mondmonats gearbeitet werden konnte. Für das Fundament wurde ein kreisförmiger Ausschnitt von 30 Fuß (ca. 9 m) Durchmesser in den Fels gehauen. Im Juli 1857 begann der Aufbau des Mauerwerks. Für den Bau wurden 3500 t Rohgranit aus Quincy (Massachusetts) verwendet, der vor Ort behauen wurde. Es wurden 1079 Steine mit einem Gesamtgewicht von 2350 t verwendet. Die Steine sind so geformt, dass sie formschlüssig ineinander greifen. Zusätzliche Stabilität bringen Felsanker, die das Mauerwerk mit dem Grund verbinden und 25 Fuß (ca. 8 m) in das Mauerwerk des Turms hineinreichen.
Seit der Inbetriebnahme hat der Leuchtturm jedem noch so starkem Sturm getrotzt. Die Wellen verursachen zwar starke Vibrationen, konnten aber bislang dem Turm nichts anhaben, auch wenn sie manchmal höher als das Bauwerk waren. Der Turm ist international als herausragender Ingenieurbau anerkannt, der auch den hohen Kräften der Wellen der offenen See standhält und auf der Liste der Denkmäler des Ingenieurbaus aufgeführt ist.